# 西东京天空塔
西东京天空塔（日语：／ Sukaitawā ni shitō kyō ?）是位于东京都西东京市芝久保町五丁目的一座多功能電波塔，1989年6月建成，是一座高195米的自立式鐵塔。西东京天空塔在建成时位于田無市（后与保谷市合并为西东京市），故塔在正式命名前也被称为田无塔（田無タワー），其运营公司名为田无塔株式会社。

## 历史
1980年代后期开始，东京首都圈的通信需求日益增长，而建设用地不足，出于对未来通信状况的关注，1987年，田无家族地产集团出资在田无市成立了第三部门田无塔株式会社。
1989年2月，接受了郵政省（现總務省）的首批多媒体塔认证。

## 概要
西东京天空塔不设瞭望台，没有游览设施，也不向市民开放。
夜间（18点到0点）会使用颜色灯光预报第二天早上的天气：
- 晴：紫色
- 多云：黄绿色
- 雨：蓝色

在圣诞节的时候会有特殊的颜色点亮，如红色和绿色的条纹。
与塔相邻的是田无家族地产的土地，经营有高尔夫击球场练习中心和柏青哥店。西东京天空塔发送站和社区FM的FM西东京工作室也在其中，另外，也与多摩六都科学馆相邻。

## 广播设施配置
现在主要的经营对象是FM西东京和第三者无线天线。1993年举行的TAMA Life 21活动中设置的临时FM广播台“Egg STATION”（频率：76.3MHz，功率：300W）曾设置广播天线。
| 台名                       | 无线电台呼号 | 频率    | 天线功率 | ERP | 播送区域           | 播送区域内户数 |
| FM西东京（エフエム西東京） | JOZZ3AU-FM   | 84.2MHz | 20W      | 59W | 西东京市和周边地区 | -              |

## 交通
自西武新宿線花小金井站或田無站徒步可至。

## 出现西东京天空塔的文艺作品

### 动画和漫画
該塔附近有新銳動畫等不少大型动画制作公司，因此经常出现在动画作品中。
- 动画《我們這一家》中，公寓的背景中的塔的原型。
- 动画《Keroro軍曹》中，出现的“西泽塔”的原型。
- 动画《蜡笔小新》剧场版《三分鐘百變大進擊》中，在怪物于東京都道5號新宿青梅線（新青梅街道）多摩六都科学馆交叉点活动时，出现在背景上。
- 动画《河童之夏》的场景设定在临近的東久留米市，因此西东京天空塔数次出现于背景中。
- 在カラスヤサトシ的漫画《东京漂物语》中登场。
- 在芦奈野仁的漫画《横滨购物纪行》中鹰津菜心出去旅游时“印象深刻的塔”。
- 出现在特摄电视剧《大魔神華音》的片头中。
- 动画《潜行吧！奈亚子》中，从公园看到的塔的原型。
- 动画《女子落》中，与东京塔和東京晴空塔进行了对比。

### 电视节目
- 東京電視台《空中看日本》2010年4月22日播放的《西武池袋線》。
- 朝日电视台《塔摩利俱樂部》2012年5月11日播放《不像东京晴空塔那么挤！“西东京天空塔”观光指南》。
- 富士电视台《麻辣教師GTO》2012年7月10日播放的第二集。

## 图集

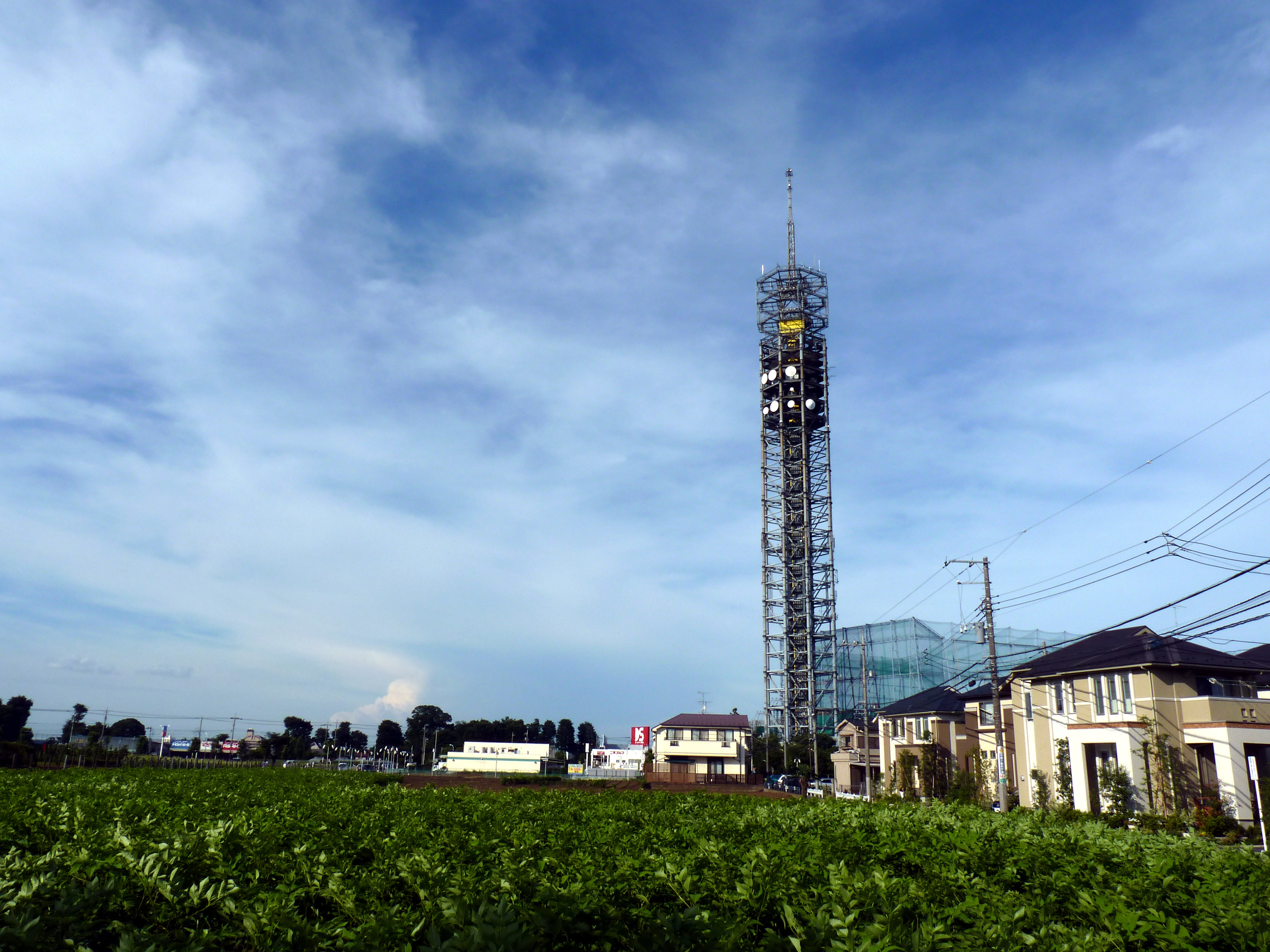
塔的周边
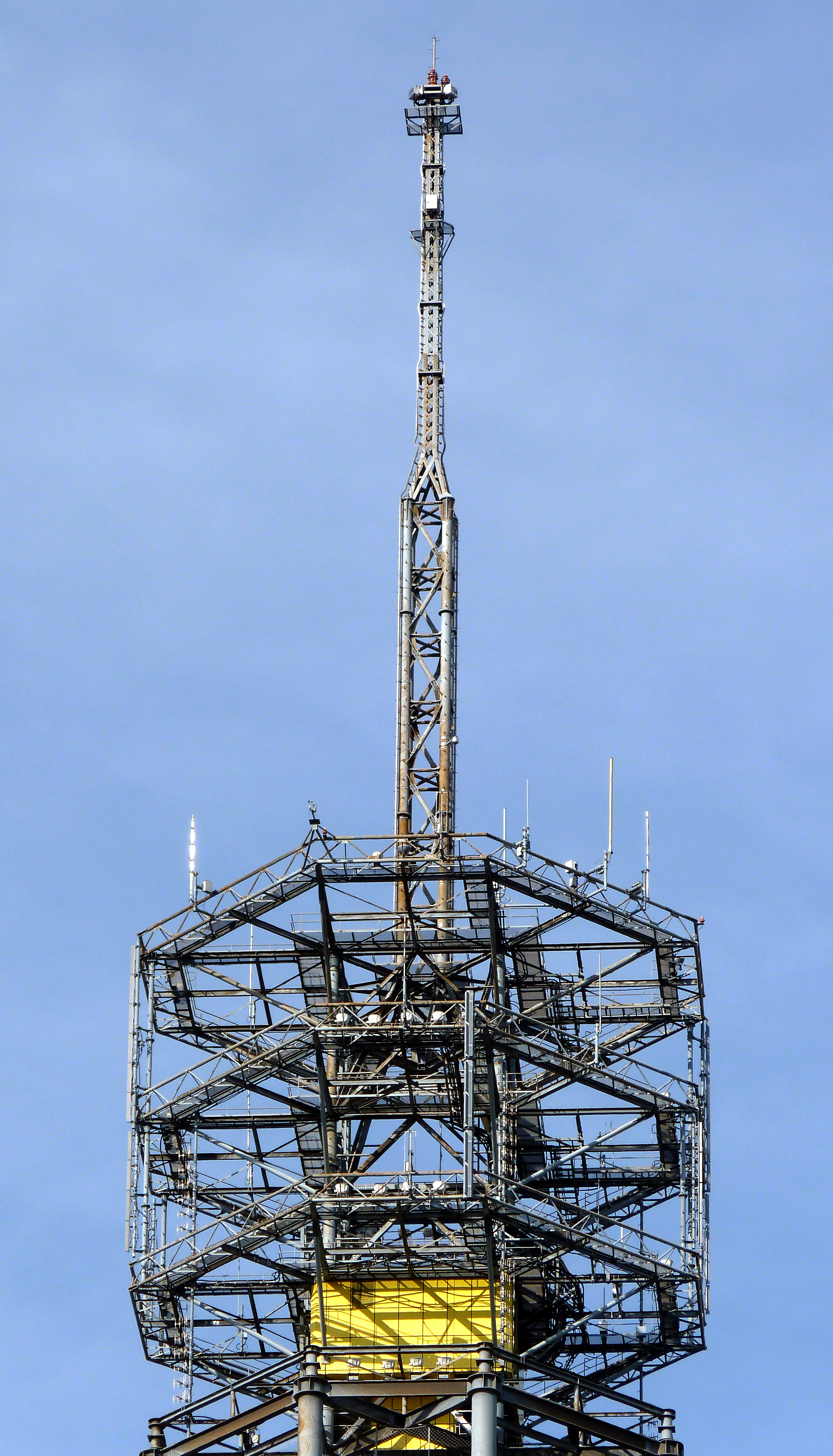
塔顶
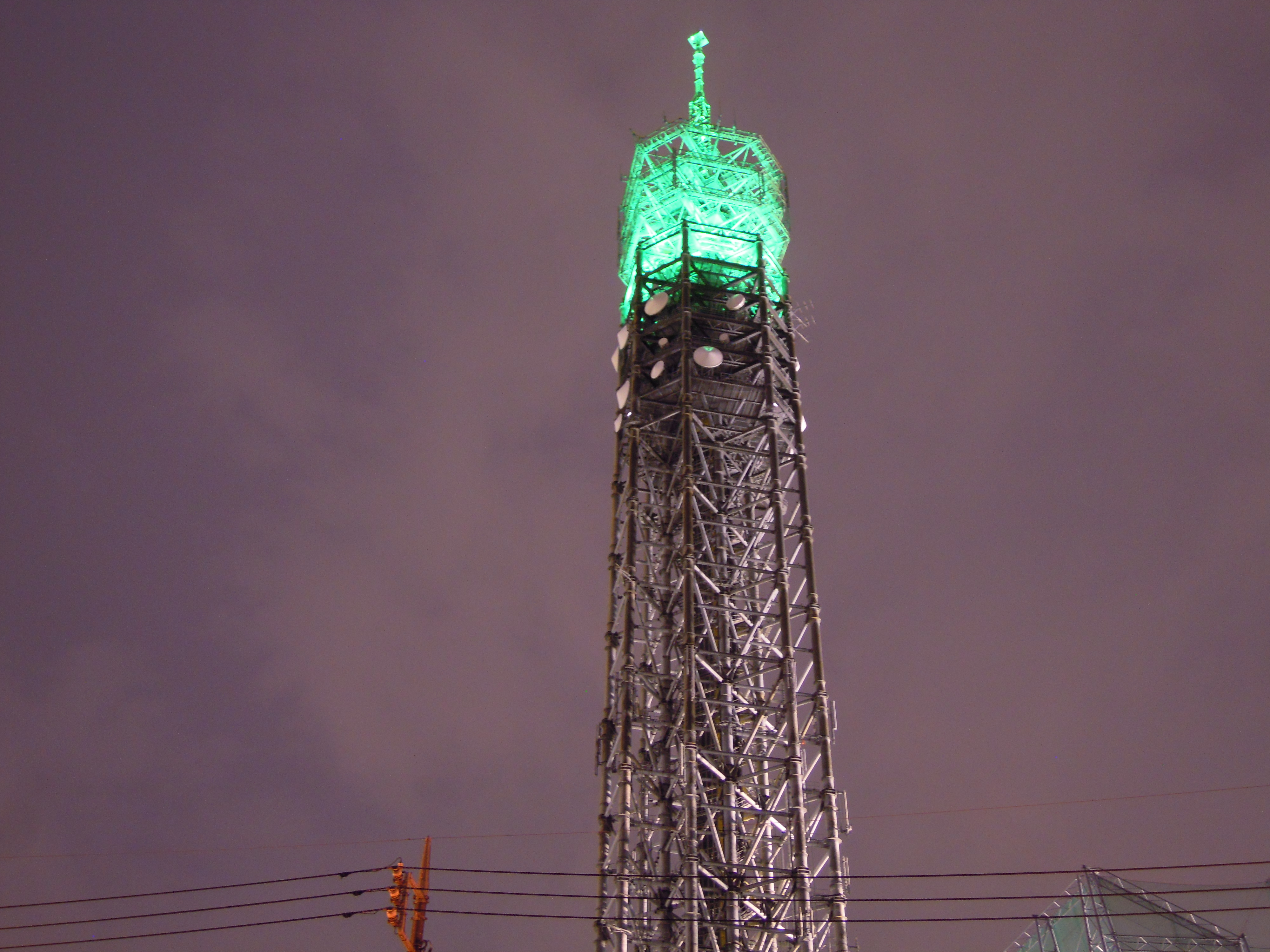
夜晚的西东京天空塔
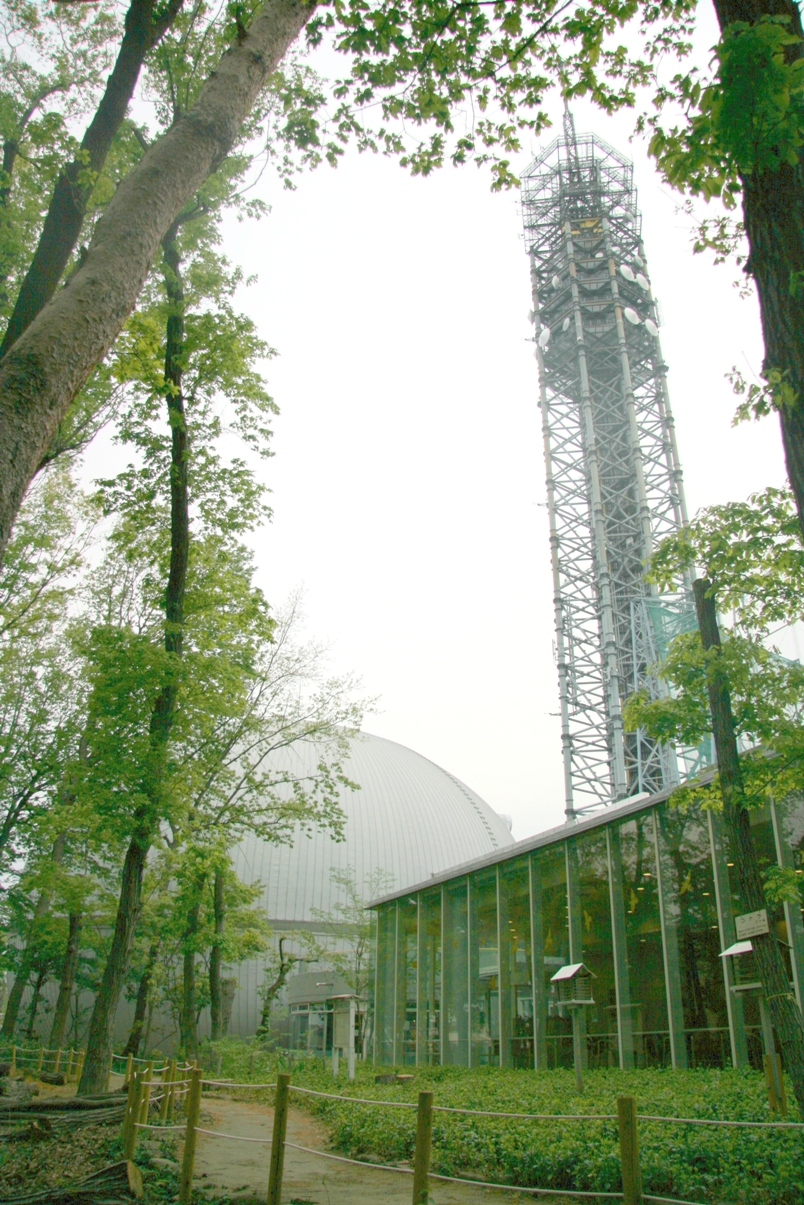
西东京天空塔与多摩六都科学馆